# Club Social Deportivo Independiente Zorritos
El Independiente Zorritos, es un club de fútbol peruano de la ciudad de Zorritos, en el departamento de Tumbes. Fue fundado en 1943 y participa en la Copa Perú, torneo del que tomará parte en su Etapa Nacional en la edición 2025.

## Historia
El club fue fundado el 16 de diciembre de 1943 en el distrito de Zorritos, provincia de Contralmirante Villar, departamento de Tumbes.
En 2008 fue campeón provincial de Contralmirante Villar y clasificó a la Etapa Departamental. En esa fase no pudo alcanzar uno de los dos cupos a la Etapa Regional, que fueron obtenidos por Renovación Pacífico y Sport Buenos Aires.
En la Copa Perú 2025 regresó a una Etapa Departamental, esta vez como subcampeón provincial. Logró la clasificación a la Etapa Nacional en la última fecha del torneo departamental luego de vencer 4-0 a Unión Deportiva Chulucanas.

## Estadio
El club juega de local en el estadio de Zorritos, de propiedad del Instituto Peruano del Deporte. Fue remodelado en 2009 por la Municipalidad Provincial de Contralmirante Villar.

## Sede
El club cuenta con su local propio ubicado en el barrio 3 de Mayo en el distrito de Zorritos.

## Palmarés
| Competición                                    | Títulos | Subcampeonatos |
| ---------------------------------------------- | ------- | -------------- |
| Liga Departamental de Tumbes (0/1)             |         | 2025.          |
| Liga Provincial de Contralmirante Villar (1/1) | 2008.   | 2025.          |
| Liga Distrital de Zorritos (1/1)               | 2025.   | 2008.          |